# Вовчинецька сільська рада (Івано-Франківськ)
Вовчинецька сільська́ ра́да — колишній орган місцевого самоврядування у складі Івано-Франківської міської ради Івано-Франківської області. Адміністративний центр — село Вовчинець.

## Загальні відомості
- Територія ради: 7,885 км²
- Населення ради: 2 647 осіб (станом на 2001 рік)
- Територією ради протікають річки Бистриця Надвірнянська і Бистриця Солотвинська.

## Населені пункти
Сільській раді були підпорядковані населені пункти:
- с. Вовчинець

## Склад ради
Рада складалася з 22 депутатів та голови.
- Голова ради: Назар Михайло Мирославович
- Секретар ради: Дуб'як Олександра Ярославівна

### Керівний склад попередніх скликань
| ПІБ                        | Основні відомості                                                                              | Дата обрання | Дата звільнення |
| -------------------------- | ---------------------------------------------------------------------------------------------- | ------------ | --------------- |
| Назар Михайло Мирославович | Сільський голова, 1956 року народження, освіта середня спеціальна, член Народного Руху України | 26.03.2006   | 31.10.2010      |
| Назар Михайло Мирославович | Сільський голова, 1956 року народження, освіта середня спеціальна, безпартійний                | 31.10.2010   |                 |

Примітка: таблиця складена за даними джерела

### Депутати
За результатами місцевих виборів 2010 року депутатами ради стали:

#### За суб'єктами висування
| Суб'єкт висування | Кількість обраних депутатів | %   |
| ----------------- | --------------------------- | --- |
| Самовисування     | 22                          | 100 |

#### За округами
| № округу | Прізвище, ім'я, по батькові    | Дата визнання обраним | Освіта         | Партійна приналежність                | Відомості про обраного депутата |
| -------- | ------------------------------ | --------------------- | -------------- | ------------------------------------- | --- |
| 1        | Галущак Василь Петрович        | 04.11.2010            | Освіта середня | позапартійний                         | приватна фірма «Комфортбуд», будівельник                                                                                                   |
| 2        | Довгий Антон Миколайович       | 04.11.2010            | Освіта вища    | позапартійний                         | приватне підприємство ТзОВ "МОЦ"Арніка", юрист                                                                                             |
| 3        | Шевчук Наталя Василівна        | 04.11.2010            | Освіта вища    | позапартійна                          | Вовчинецька сільська рада, начальник військово-облікового столу                                                                            |
| 4        | Витвицька Надія Остапівна      | 04.11.2010            | Освіта середня | позапартійна                          | фельдшерсько-акушерський пункт с. Вовчинець, завідувачка                                                                                   |
| 5        | Назар Сергій Михайлович        | 04.11.2010            | Освіта вища    | позапартійний                         | ЗАТ «Діавест», менеджер |
| 6        | Зрайко Іван Іванович           | 04.11.2010            | Освіта вища    | позапартійний                         | Тисменецька міська лікарня, завідувач відділенням невідкладної медичної допомоги                                                           |
| 7        | Якубенко Наталія Богданівна    | 04.11.2010            | Освіта вища    | позапартійна                          | Вовчинецька загальноосвітня школа І-ІІ ст., заступник директора з навчально-виховної роботи                                                |
| 8        | Галько Дмитро Васильович       | 04.11.2010            | Освіта середня | позапартійний                         | тимчасово не працює |
| 9        | Дубяк Олександра Ярославівна   | 04.11.2010            | Освіта вища    | позапартійна                          | Вовчинецька сільська рада, секретар |
| 10       | Галько Петро Михайлович        | 04.11.2010            | Освіта вища    | позапартійний                         | ТзОВ «Данея», начальник цеху |
| 11       | Третяк Іван Михайлович         | 04.11.2010            | Освіта середня | позапартійний                         | приватний підприємець |
| 12       | Місюк Оксана Василівна         | 04.11.2010            | Освіта вища    | позапартійна                          | пенсіонер |
| 13       | Григорук Любомир Михайлович    | 15.11.2010            | Освіта вища    | позапартійний                         | приватний підприємець, фермер |
| 14       | Воляк Микола Нестерович        | 04.11.2010            | Освіта вища    | позапартійний                         | Івано-Франківський національний медичний університет, декан стоматологічного факультету, головний лікар стоматологічної поліклініки ІФНДМУ |
| 15       | Федорів Василь Ярославович     | 04.11.2010            | Освіта вища    | позапартійний                         | Івано-Франківський національний технічний університет нафти і газу, викладач                                                               |
| 16       | Майструк Анатолій Всеволодович | 04.11.2010            | Освіта вища    | позапартійний                         | магазин «Автомайстер», менеджер |
| 17       | Буграк Василь Богданович       | 04.11.2010            | Освіта середня | позапартійний                         | Івано-Франківський м'ясокомбінат, працівник                                                                                                |
| 18       | Романів Олег Климович          | 04.11.2010            | Освіта вища    | позапартійний                         | приватний підприємець |
| 19       | Худяк Олег Богданович          | 04.11.2010            | Освіта середня | позапартійний                         | ТзОВ БК «Комфортбуд-2», водій |
| 20       | Угринюк Василь Петрович        | 04.11.2010            | Освіта вища    | позапартійний                         | ТзОВ «Класик-Авто», генеральний директор                                                                                                   |
| 21       | Хлібкевич Людмила Василівна    | 04.11.2010            | Освіта середня | позапартійна                          | ТзОВ «555-ІФ», адміністратор супермаркету «Велес»                                                                                          |
| 22       | Фецич Володимир Іванович       | 07.02.2011            | Освіта середня | член Політичної партії «Наша Україна» | магазин «Козак», приватний підприємець, директор                                                                                           |